# Minarete de Kalyan
El Minarete de Kalyán (en uzbeko: Minorai kalon)  es un minarete del complejo de la mezquita de Po-i-Kalyán en Bujará (Uzbekistán) y uno de los lugares más emblemáticos de la ciudad. El minarete, diseñado por Usto Bakó, fue construido por el gobernante Mohammad Arslán Khan de la dinastía Qarajánida en 1127 para convocar a los musulmanes a la oración cinco veces al día. Una torre anterior se derrumbó antes de ser terminada. Se hizo en forma de un pilar circular de ladrillo  al horno, estrechándose hacia arriba. Es de 45,6 metros (149.61 pies) de alto.

## Referencias

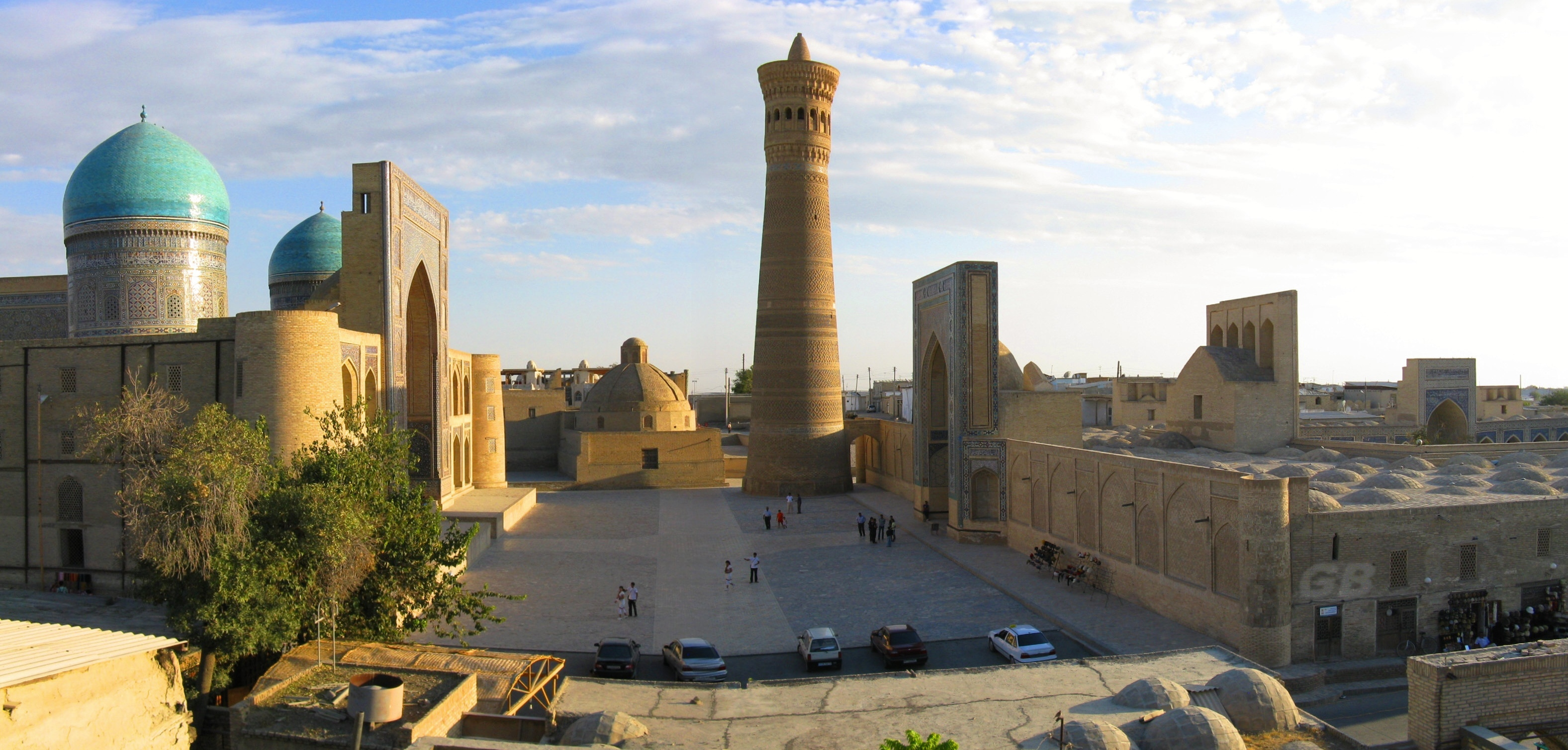
Complejo de la mezquita de Po-i-Kalyán.